# Polioptila caerulea
Polioptila caerulea е вид птица от семейство Polioptilidae.

## Разпространение
Видът е разпространен в Бахамските острови, Белиз, Гватемала, Канада, Кайманови острови, Куба, Мексико, Никарагуа, Салвадор, САЩ, Търкс и Кайкос и Хондурас.